# Epione (genre)
Genre
Epione est un genre de lépidoptères de la famille des Geometridae, de la sous-famille des Ennominae et de la tribu des Epionini (ou des Ourapterygini selon les classifications).

## Liste des espèces
Selon BioLib (28 février 2019) et Fauna Europaea (25 février 2023) :
- Epione repandaria (Hufnagel, 1767)
- Epione vespertaria (Linnaeus, 1767)